# 圣芳济国民中学 (槟城)
圣芳济国民中学（英語：St. Xavier's Institution）是一所位于马来西亚槟城州槟岛东北县乔治市华盖街的国民教会中学，也是马来西亚最悠久的喇沙修士会学校，并以方济·沙勿略命名。虽然它最早的历史可以追溯到1787年，但是目前的学校是在1852年才成立的。
自创校以外，圣芳济国中只收男性，但中六开放给女性入学，目前则已经和教育部申请转换为混合性别学校。已在2022年开始招收第一批女学生，且已经不再有中六的学生。该校也是许多马新名人的母校，其中包括王保尼、卡巴星、塞西尔和韩瑞生。该校学生也被称为'Xaverians'或'La Sallians'。
截至今日，圣芳济和大英义学（马来西亚最早的学校）皆为乔治市的顶流学校。圣芳济在浮罗池滑和亞依淡也设有小学部门

## 著名校友
- 塞西尔（英语：Cecil Rajendra），马来西亚律师也是著名诗人，曾于2005年获提名诺贝尔文学奖
- 郑大平（英语：Chung Thye Phin），锡和橡胶大亨，也是19世纪末槟城最富有的人之一
- 连裕祥（英语：Heah Joo Seang），马来亚橡胶大亨和政治家
- 韩瑞生，新加坡第四任财政部长（1970－1983）
- 詹姆斯·W·博伊尔（英语：James W. Boyle），槟城州歌为吾州“Untuk Negeri Kita”作曲家[12]
- K.古鲁纳登，新西兰威灵顿凯普蒂海岸（英语：Kapiti Coast District）区的市长（2016－）[13][14][15]
- 拿督斯里卡巴星（英语：Karpal Singh），马来西亚律师、民主行动党政治家，前日落洞区国会议员（1978－1999）
- 卢光裕，著名張弼士故居的建筑师和共同所有人[16][17]
- 莱斯利·C·霍夫曼，新加坡海峽時報第一位亚洲主编[18][19]
- 林有道，时任槟榔屿中华总商会会长[20]
- 黄基明，槟城研究院院长和新加坡東南亞研究所的副主任[21][22]
- 诺莫哈末，前马来西亚首相署部长（2009－2013）
- 蓝卡巴星，马来西亚武吉牛汝莪国会议员（2014－）
- 蘇倧興（英语：Saw Teong Hin），马来西亚导演
- 黄振威，前《星报》集团（马来西亚最大英文报）董事经理兼执行长
- 王保尼，第一任檳城首席部長